# Бій біля Превези (1911)
Бій біля Превези — перший морський бій під час італійсько-турецької війни. П'ять італійських есмінців типу «Сольдато» зустрілись з 4 турецькими міноносцями та одним допоміжним крейсером біля грецького міста Превеза. Протягом бою, що тривав 2 дні, 3 турецькі міноносці були потоплені, допоміжний крейсер захоплений італійцями, берегові укріплення були пошкоджені артилерійським вогнем італійських кораблів.

## Хід битви
29 вересня 1911 року, одразу після початку війни, італійський флот в Іонічному морі розпочав пошук турецьких військових кораблів. Близько 16:00, за годину після офіційного оголошення війни, 5 італійських есмінців під командуванням принца Луїджі Амадео помітили 2 ворожі міноносці поблизу Корфу та Превези. Попри чисельну перевагу італійців турецькі кораблі відкрили вогонь, але незабаром вирішили утікати, не завдавши школи противнику. Турецький міноносець «Токат» вирушив на північ, переслідуваний трьома італійськими есмінцями, в той час як міноносець «Анатолья» вирушив на південь. Його переслідували решта італійських кораблів. Після декількох залпів «Токат» сів на мілину поблизу Нікополя. У нього влучили 15 ворожих снарядів, внаслідок чого корабель загорівся та був повністю знищений подальшим вогнем італійських кораблів. Загинуло 9 членів екіпажу, в тому числі командир корабля. Міноносцю «Анатолья» вдалось утекти від переслідувачів, не зазнавши пошкоджень.
У цій першій сутичці італійці випустили близько ста 76-мм снарядів. 3 есмінці продовжили патрулювання, в той час як «Артільєре» і «Кораццьєре» вирушили до Превези, куди прибули через декілька годин. Уночі офіцер з «Кораццьєре» таємно висадився на берег, щоб розвідати турецькі укріплення перед атакою, яка була запланована на наступний ранок. У порту перебували 2 інші турецькі міноносці («Арпагот» і «Гамід-Абад»). Саме місто захищала стара фортеця «Агіос Андреас» (грец. Κάστρο του Αγίου Αντρέα), в якій було 25 сучасних гармат.
Коли наступного дня, 30 вересня, розпочалась атака, італійці зосередили свій вогонь на турецьких міноносцях, які швидко буди потоплені, не зазнавши при цьому жертв та пошкоджень. Майже всі члени екіпажів турецьких кораблів (крім одного) врятувались, покинувши свої кораблі. На протилежній стороні порту перебував допоміжний крейсер «Тараблус». Італійські моряки захопили його, незважаючи на вогонь з берега турецьких цивільних. «Кораццьєре» дав декілька залпів та розігнав їх.
Турецькі війська у фортеці були заскочені зненацька італійською атакою і не змогли нічим допомогти в обороні міста, поки італійці здійснили 27 залпів по фортеці та сильно пошкодили стіну, звернену до моря. Після 45-хвилиного бою 2 італійські есмінці вирушили у дружні води зі своєю здобиччю.